# 코리아구

코리아구.

코리아구(힌디어: कोरिया जिला)는 인도 차티스가르 주의 북서부에 있는 구이다. 행정중심지는 베쿤트푸르이다. 코리아라는 이름은 이 지역에 존재하던 인도 번왕국인 코리아국으로부터 따온 것으로, 한국을 의미하는 코리아와는 관계가 없다.